# 友好同盟条約
友好同盟条約（ゆうこうどうめいじょうやく、英語: Treaty of Friendship and Alliance）は1740年3月16日、ミスキート族の王エドワード1世とグレートブリテン王国の間で締結された条約。条約により、エドワード王は国をグレートブリテン王ジョージ2世に献上する代わりに、イギリスはミスキート族に軍事保護を与える。さらに、エドワード王が王国全土にイギリスの法律を採用するよう定められた。